# Florence Peebles
Florence Peebles, née le 3 juin 1874 et décédée en décembre 1956, est une embryologiste américaine connue pour ses travaux sur la régénération chez les animaux et la formation des tissus.

## Biographie
Florence Peebles est née le 03 juin 1874 à Pewee Valley aux États-Unis, de Elizabeth Southgate (née Cummins) et de Thomas Chalmers Peebles. Elle suit son instruction à Balltimore en intégrant la Girl's Latin School and obtient un baccalauréat universitaire auprès du Collège pour femmes de Balltimore (aujourd'hui Collège Goucher (en)). Elle intègre ensuite le Bryn Mawr College en Pennsylvanie et obtient un doctorat en 1900.
Elle enseigne la biologie durant 33 ans dans différents établissements : au Collège Bryn Mawr, au Collège Goucher, à l'université Tulane, et au Collège chrétien de Californie (aujourd'hui l'Université Chapman)
Elle met en place le département de bactériologie de l'université Chapman et fonde le laboratoire de biologie du Collège Lewis & Clark (en).
Entre 1895 et 1924, elle effectue la plupart de ses recherches au Laboratoire de biologie marine à Woods Hole dans le Massachusetts.
Elle est fellow de l'association américaine pour l'avancement des sciences et de la Société américaine de géographie, et membre de la  Société américaine des naturalistes (en), de la Société américaine des zoologistes (en) et de la Women's Rest Tour Association (en)

## Distinctions
Elle reçoit le titre honorifique de docteur en droit (LL. D) par le Collège Goucher en 1954,,,.